# 35ns Premis del Cinema Europeu
Els 35ns Premis del Cinema Europeu, presentats per l'Acadèmia del Cinema Europeu, van reconèixer l'excel·lència del cinema europeu. La cerimònia va tenir lloc al 10 de desembre de 2022 al Harpa de Reykjavík, lloc de l'esdeveniment que es va cancel·lar el 2020 a causa de la pandèmia de COVID-19. La cerimònia va ser presentada per l'actriu, guionista i política islandesa Ilmur Kristjánsdóttir i l'intèrpret, escriptor i humorista Hugleikur Dagsson.

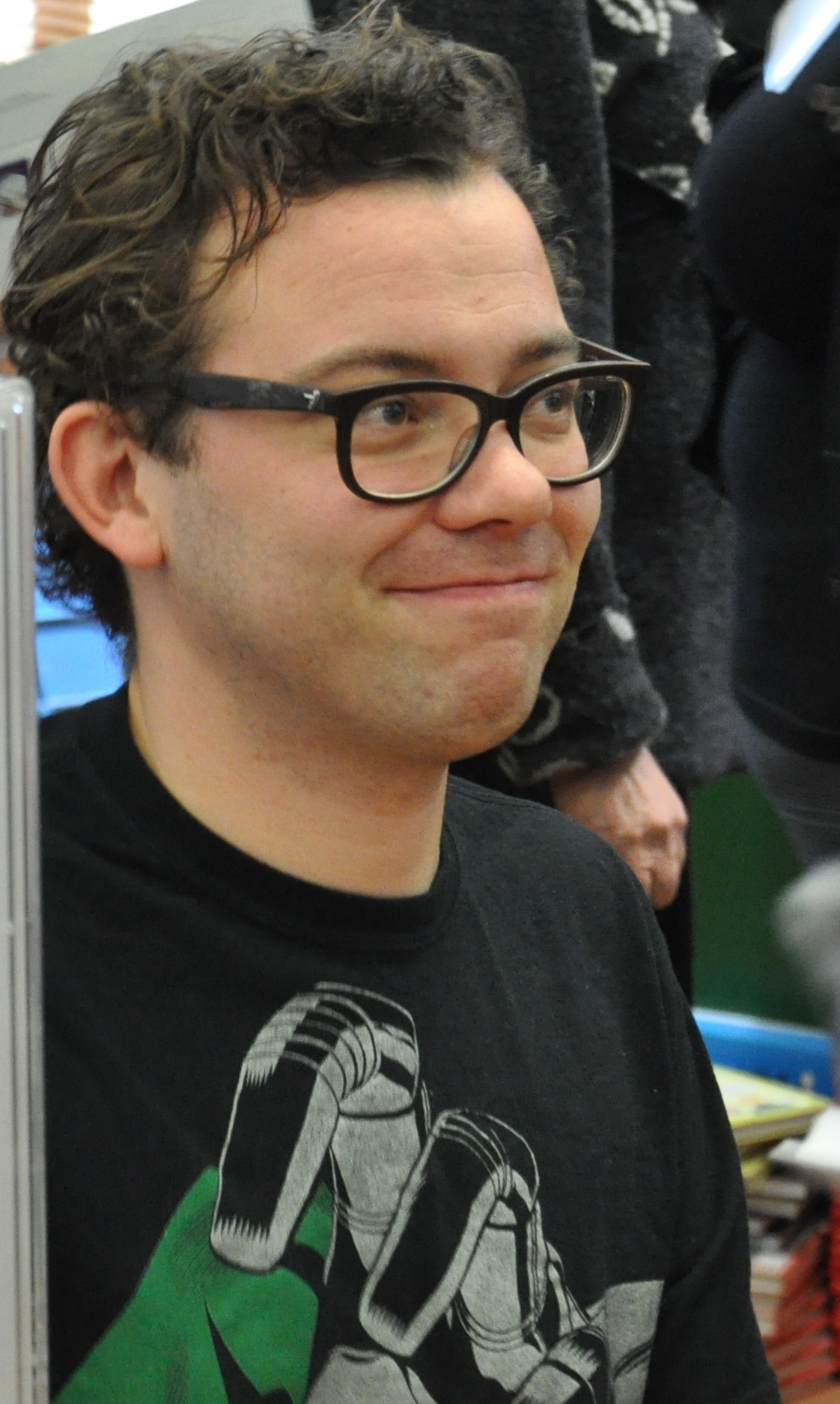
Hugleikur Dagsson

El 28 de setembre de 2022, l'Acadèmia del Cinema Europeu va completar la llista de selecció, per la qual els vint països amb més membres de l'acadèmia podien votar directament una pel·lícula cadascun, la resta les va decidir el comitè de selecció de l'EFA, que incloïa la junta directiva de l'acadèmia, així com sis experts convidats. La llista incloïa 35 llargmetratges i 15 documentals. L'any 2022 es van lliurar els premis en 26 categories:
- 10 categories artístiques, votades pels socis;
- 8 premis d'excel·lència en les categories tècniques, amb un jurat;
- 5 premis especials;
- 3 premis del públic.

La llista de pel·lícules i creadors nominats per al premi es va anunciar el 8 de novembre de 2022 al Festival de Cinema Europeu de Sevilla.
El llargmetratge més reeixit de la cerimònia de lliurament del premi va ser la comèdia dramàtica Triangle of Sadness del director suec Ruben Östlund. Va guanyar el premi a la millor pel·lícula europea, Östlund a la millor direcció i millor guionista, i el seu personatge principal, Zlatko Burić, el de millor actor.
El convidat d'honor a la gala de premis va ser el cineasta, guionista, productor i actor palestí Elia Suleiman, que va rebre el premi a la millor interpretació europea en reconeixement del seu "impressionant compromís amb l'art del cinema". La directora de cinema, guionista i actriu alemanya Margarethe von Trotta també va ser una convidada d'honor i va rebre el premi a la trajectòria de l'Acadèmia de Cinema Europea "en reconeixement de la seva contribució única al món del cinema".
L'Acadèmia del Cinema Europeu va distingir el mestre italià Marco Bellocchio amb el premi a la narració innovadora, establert el 2020, per la seva minisèrie de sis parts Exterior Nit, en la qual va elaborar la història del segrest i l'execució d'Aldo Moro. El director també va ser convidat com a convidat d'honor a la cerimònia de lliurament del premi a Islàndia.
Eurimages i l'Acadèmia de Cinema Europeu han decidit que el 2022, de manera excepcional, que el Premi de Coproducció Europea no s'atorgarà a una sola persona, sinó a un gran grup: com a expressió del seu suport, reconeixen l'esforç dels productors de cinema ucraïnès per tal de mantenir la continuïtat de la producció cinematogràfica durant el període de guerra. El premi va ser acceptat a la gala per productors ucraïnesos convidats pels membres de l'EFA.
En col·laboració amb la campanya Film4Climate del Banc Mundial, es va lliurar per primera vegada el premi a la sostenibilitat EFA (Prix Film4Climate), que s'atorga a la productora o cinematogràfica europea que contribueixi de manera significativa a la sostenibilitat. El 2022, el programa "ambiciós i revolucionari" del Pacte Verd Europeu del Consell d'Europa rebrà un reconeixement. Ursula von der Leyen, la presidenta del consell, va rebre simbòlicament el premi -un arbre autòcton d'Islàndia- de mans de tres adolescents europeus (un romanès, un suec i un islandès). L'arbre es va plantar localment després de la cerimònia de lliurament del premi.

## Pel·lícules seleccionades

### Llargmetratge
La primera part de la selecció de llargmetratges anunciada el 18 d'agost de 2022.
1. Aftersun – Charlotte Wells ()
2. Alcarràs – Carla Simón ( / )
3. Res de nou a l'oest – Edward Berger ( / )
4. Strahinja – Stefan Arsenijević ( /  /  /  / )
5. As bestas – Rodrigo Sorogoyen ( / )
6. Berdreymi – Guðmundur Arnar Guðmundsson ( /  /  /  / )
7. Belfast – Kenneth Branagh ( / )
8. Benediction – Terence Davies ()
9. Walad Min Al Janna – Tarik Saleh ( /  / )
10. Burning Days – Emin Alper ( /  /  /  /  / )
11. Close – Lukas Dhont ( /  / )
12. L'emperadriu rebel – Marie Kreutzer ( /  /  / )
13. Le otto montagne – Felix van Groeningen & Charlotte Vandermeersch ( /  /)
14. Io – Jerzy Skolimowski ( / )
15. Girl Picture – Alli Haapasalo ()
16. Godland – Hlynur Pálmason ( /  /  / )
17. Il buco – Michelangelo Frammartino ( /  / )
18. Holy Spider – Ali Abbasi ( /  /  / )
19. Maixabel – Iciar Bollain ()
20. Mediterranean Fever – Maha Haj ( /  /  / )
21. Plus que jamais – Emily Atef ( /  /  / )
22. Nostalgia – Mario Martone ( / )
23. Un beau matin – Mia Hansen-Løve ( / )
24. Pacifiction – Albert Serra ( /  /  / )
25. Madres paralelas – Pedro Almodóvar ()
26. An Cailín Ciúin – Colm Bairéad ()
27. Rabiye Kurnaz gegen George W. Bush – Andreas Dresen ( / )
28. Reflection – Valentin Vasianovitx ()
29. Saint Omer – Alice Diop ()
30. The Souvenir Part II – Joanna Hogg ()
31. Tori et Lokita – Jean-Pierre & Luc Dardenne ( / )
32. Triangle of Sadness – Ruben Östlund ( /  /  / )
33. Vera – Tizza Covi & Rainer Frimmel ()
34. Fogo-Fátuo – João Pedro Rodrigues ( / )
35. Women Do Cry – Mina Mileva & Vesela Kazakova ( / )

### Documental
La selecció de 13 pel·lícules documentals es va anunciar el 30 d'agost de 2022. La selecció va ser determinada per un comitè format per Salma Abdallah (agent de vendes/Àustria), Nenad Puhovski (director de festival/Croàcia), Katriel Schory (Junta de l'Acadèmia – institucional/Israel) i Giedrė Žickytė (director/productor/Lituània).
1. Angels of Sinjar – Hanna Polak ( / )
2. The Balcony Movie – Paweł Łoziński ()
3. The Eclipse – Nataša Urban ()
4. Girl Gang – Susanne Regina Meures ()
5. A House Made of Splinters – Simon Lereng Wilmont ( /  /  / )
6. How to Save a Dead Friend – Marusya Syroechkovskaya ( /  /  / )
7. Karaoke Paradise – Einari Paakkanen ()
8. The March on Rome – Mark Cousins ()
9. Mariupolis 2 – Mantas Kvedaravicius ( /  / )
10. Mr. Landsbergis – Sergei Loznitsa ( / )
11. Nelly & Nadine – Magnus Gertten ( /  / )
12. Republic of Silence – Diana El Jeiroudi ( /  /  /  / )
13. A Thousand Fires – Saeed Taji Farouky ( /  /  / )
14. Three Minutes – A Lengthening – Bianca Stigter ( / )

### Curtmetratge
El curtmetratge europeu 2022 es presenta en cooperació amb els següents festivals de cinema europeus. A cadascun dels festivals, un jurat designat pel festival tria un sol candidat
1. Affairs of the Art – Joanna Quinn ( / ) – Seminci
2. Bachelorette Party – Lola Combourieu & Yann Berlier () – Festival de Cinema de Sarajev
3. The Bayview – Daniel Cook () – Festival Internacional de Curtmetratges de Clermont-Ferrand
4. Becoming Male in the Middle Ages – Pedro Neves Marques () – Festival Internacional de Cinema de Rotterdam
5. Cherries – Vytautas Katkus () – Festival de Canes
6. Dad's Sneakers – Olha Zhurba () – Kort Film Festival Leuven
7. Dawn – Leonor Noivo () – Hamburg Short Film Festival
8. Granny's Sexual Life – Urška Djukić & Émilie Pigeard ( / ) – Uppsala Short Film Festival
9. Handbook – Pavel Mozhar () – International Short Film Festival Nijmegen
10. Ice Merchants – João Gonzalez ( /  / ) – Motovun Film Festival
11. Le Saboteur – Anssi Kasitonni () – Tampere Film Festival
12. Love, Dad – Diana Cam Van Nguyen ( / ) – Kraków Film Festival
13. Memoir of a Veering Storm – Sofia Georgovassili () – DokuFest
14. Neighbour Abdi – Douwe Dijkstra () – Locarno Film Festival
15. Nest – Hlynur Pálmason ( / ) – Odense Film Festival
16. North Pole – Marija Apcevska ( / ) – International Festival of Documentary and Short Film of Bilbao
17. On Solid Ground – Jela Hasler () – Internationale Kurzfilmtage Winterthur
18. The Potemkinists – Radu Jude () – Curtas Vila do Conde – International Film Festival
19. The Red Suitcase – Cyrus Neshvad () – Tirana International Film Festival
20. The Salamander Child – Théo Degen () – Drama International Short Film Festival
21. Sekundenarbeiten – Christiana Perschon () – International Short Film Festival Oberhausen
22. Snow in September – Lkhagvadulam Purev-Ochir ( / ) – Mostra de Venècia
23. The Sower of Stars – Lois Patiño () – Berlin International Film Festival
24. Steakhouse – Špela Cadež ( /  / ) – International Short Film and Animation Festival PÖFF Shorts
25. Techno, Mama – Saulius Baradinskas () – International Short Film Festival of Xipre
26. 38 – Joanna Rytel () – Riga International Film Festival
27. Urban Solutions – Arne Hector, Luciana Mazeto, Vinícius Lopes & Minze Tummescheit () – Encounters Film Festival
28. When I Smile My Eyes Close – Daniel Bolda () – Cork International Film Festival
29. Will My Parents Come to See Me – Mo Harawe ( /  / ) – Vienna Short Film Festival

## Premis atorgats pels membres de l'acadèmia
Els guanyadors estan en fons groc i en negreta.

### Millor pel·lícula europea
| Títol               | Director(s)    | Productor(s) | País                                    |
| ------------------- | -------------- | --- | --------------------------------------- |
| Triangle of Sadness | Ruben Östlund  | Erik Hemmendorff, Philippe Bober                                                                                       | Suècia / Alemanya / França / Regne Unit |
| Alcarràs            | Carla Simón    | María Zamora, Stefan Schmitz, Tono Folguera, Giovanni Pompili                                                          | Espanya / Itàlia                        |
| Close               | Lukas Dhont    | Frans Van Gestel, Dirk Impens, Michiel Dhont, Michel Saint-Jean, Laurette Schillings, Jacques-Henri Bronckart          | Bèlgica / França / Països Baixos        |
| L'emperadriu rebel  | Marie Kreutzer | Alexander Glehr, Johanna Scherz, Jonas Dornbach, Janine Jackowski, Maren Ade, Jean-Christophe Reymand, Bernard Michaux | Àustria / Luxemburg / Alemanya / França |
| Holy Spider         | Ali Abbasi     | Sol Bondy, Jacob Jarek                                                                                                 | Dinamarca / Alemanya / Suècia / França  |

### Millor director europeu
| Receptor(s)       | Títol               |
| ----------------- | ------------------- |
| Ruben Östlund     | Triangle of Sadness |
| Lukas Dhont       | Close               |
| Marie Kreutzer    | L'emperadriu rebel  |
| Jerzy Skolimowski | IO                  |
| / Ali Abbasi      | Holy Spider         |
| Alice Diop        | Saint Omer          |

### Millor actriu europea
| Receptor(s)         | Títol                              | Paper               |
| ------------------- | ---------------------------------- | ------------------- |
| Vicky Krieps        | L'emperadriu rebel                 | Emperadriu Elisabet |
| / Zar Amir Ebrahimi | Holy Spider                        | Arezoo Rahimi       |
| Léa Seydoux         | Un beau matin                      | Sandra Kienzler     |
| Penélope Cruz       | Madres paralelas                   | Janis               |
| / Meltem Kaptan     | Rabiye Kurnaz gegen George W. Bush | Rabiye Kurnaz       |

### Millor actor europeu
| Receptor(s)            | Títol               | Paper        |
| ---------------------- | ------------------- | ------------ |
| / Zlatko Burić         | Triangle of Sadness | Dimitry      |
| Paul Mescal            | Aftersun            | Calum        |
| Eden Dambrine          | Close               | Léo          |
| / Elliott Crosset Hove | Godland             | Lucas        |
| Pierfrancesco Favino   | Nostalgia           | Felice Lasco |

### Millor guió europeu
| Receptor(s)                        | Títol               |
| ---------------------------------- | ------------------- |
| Ruben Östlund                      | Triangle of Sadness |
| Arnau Vilaró Carla Simón           | Alcarràs            |
| Kenneth Branagh                    | Belfast             |
| Lukas Dhont Angelo Tijssens        | Close               |
| / Ali Abbasi Afshin Kamran Bahrami | Holy Spider         |

### Premis a l'Excel·lència EFA
Un jurat especial de vuit membres format pels següents representants de les diferents arts i oficis va escollir els guanyadors a partir de la Selecció de Llargmetratges dels Premis del Cinema Europeu: Henrich Borarós (dissenyador de producció, República Txeca), Pascal Capitolin (dissenyador de so, França), Jaime Cebrián (supervisor de VFX, Espanya), Charlotte Chang (artista de maquillatge i perruqueria, Alemanya), Christina Georgiou (compositora, Xipre), Magdalena Labuz (dissenyadora de vestuari, Luxemburg), Sarah McTeigue (editora, Irlanda/Itàlia) i Nathalie Pitters (director de fotografia, Regne Unit).

### Millor fotografia - Premi Carlo di Palma
| Receptor(s)     | Títol           |
| --------------- | --------------- |
| Kate McCullough | An Cailín Ciúin |

### Millor muntatge
| Receptor(s)                 | Títol        |
| --------------------------- | ------------ |
| Özcan Vardar & Eytan İpeker | Burning Days |

### Millor direcció artística
| Receptor(s) | Títol   |
| ----------- | ------- |
| Jim Clay    | Belfast |

### Millor dissenyador de vestuari
| Receptor(s)      | Títol   |
| ---------------- | ------- |
| Charlotte Walter | Belfast |

### Millor compositor
| Receptor(s)    | Títol |
| -------------- | ----- |
| Paweł Mykietyn | IO    |

### Millor disseny de so
| Receptor(s)                                                                                        | Títol   |
| -------------------------------------------------------------------------------------------------- | ------- |
| Simone Paolo Olivero, Paolo Benvenuti, Benni Atria, Marco Saitta, Ansgar Frerich & Florian Holzner | Il buco |

### Millor maquillatge i perruqueria
| Receptor(s)  | Títol               |
| ------------ | ------------------- |
| Heike Merker | Res de nou a l'oest |

### Millors efectes visuals
| Receptor(s)                                 | Títol               |
| ------------------------------------------- | ------------------- |
| Frank Petzold, Viktor Müller & Markus Frank | Res de nou a l'oest |

## Premis no basats en la selecció de llargmetratges

### Comèdia europea[17]
El premi s'entrega al director d'un llargmetratge de comèdia europea destinada a l'estrena en cinemes. Les nominacions es van anunciar el 19 d'octubre de 2022. es nominacions van ser determinades per un comitè format per Graziella Bildesheim (Academy Board – institucional/Itàlia), Alby James (productor/Regne Unit), Denis Ivanov (productor/Ucraïna), Roshi Behesht Nedjad (productor/Alemanya) i Mira Staleva (Academy Board – festival, distribuïdor/Bulgària).
| Títol          | Director(s)             | País     |
| -------------- | ----------------------- | -------- |
| El buen patrón | Fernando León de Aranoa | Espanya  |
| Cop Secret     | Hannes Þór Halldórsson  | Islàndia |
| La Fracture    | Catherine Corsini       | França   |

### Descobriment europeu – Prix FIPRESCI[17]
En col·laboració amb FIPRESCI, la Federació Internacional de Crítics de Cinema, el guardó es lliura a un director europeu pel seu primer llargmetratge europeu destinat a l'estrena en cinemes. Les nominacions van ser determinades per un comitè format per Kaleem Aftab (escriptor, programador i productor de cinema/Regne Unit), Janet Bariş (FIPRESCI – crítica de cinema/Turquia), Paola Casella (FIPRESCI). – crítica de cinema/Itàlia), Virginie Devesa (Junta de l'Acadèmia – agent de vendes/França), Marion Döring (institucional/Alemanya), Frédéric Ponsard (FIPRESCI – crític de cinema/França), Alik Shpilyuk (FIPRESCI – crític de cinema/Ucraïna), Britt Sørensen (FIPRESCI – crític de cinema/Noruega) i Joanna Szymańska (Junta de l'Acadèmia – productora/Polònia)).
| Director(s)                | Títol         |
| -------------------------- | ------------- |
| Laura Samani               | Piccolo corpo |
| Emmanuelle Nicot           | Dalva         |
| Peter Kerekes              | 107 Mothers   |
| Aleksandra Terpińska       | Inni ludzie   |
| Dmytro Sukholytkyy-Sobchuk | Pamfir        |
| / Kurdwin Ayub             | Sonne         |

### Documental europeu[17]
El premi es lliura als directors europeus d'un documental europeu destinat a l'estrena en cinemes.
| Títol                     | Director(s)           | País                                     |
| ------------------------- | --------------------- | ---------------------------------------- |
| Mariupolis 2              | Mantas Kvedaravičius  | Lituània / França / Alemanya             |
| Film balkonowy            | Paweł Łoziński        | Polònia                                  |
| Girl Gang                 | Susanne Regina Meures | Suïssa                                   |
| A House Made of Splinters | Simon Lereng Wilmont  | Dinamarca / Suècia / Finlàndia / Ucraïna |
| The March on Rome         | Mark Cousins          | Itàlia                                   |

### Llargmetratge d'animació europeu[17]
En col·laboració amb CARTOON, l'Associació Europea de Cinema d'Animació, el premi es lliura als directors europeus d'un llargmetratge d'animació europeu destinat a l'estrena en cinemes. Les nominacions es van anunciar el 19 d'octubre de 2022. Les nominacions van ser determinades per un comitè format per Antonio Saura (Junta de l'Acadèmia – agent de vendes/Espanya), Jonas Poher Rasmussen (director/Dinamarca) i Denisa Grimmová (CARTOON – director/República Txeca).
| Títol                                                         | Director(s)                          | País                                          |
| ------------------------------------------------------------- | ------------------------------------ | --------------------------------------------- |
| Interdit aux chiens et aux Italiens                           | Alain Ughetto                        | França / Itàlia / Bèlgica / Suïssa / Portugal |
| Le Petit Nicolas : Qu'est-ce qu'on attend pour être heureux ? | Amandine Fredon & Benjamin Massoubre | França / Luxemburg                            |
| My Love Affair with Marriage                                  | Signe Baumane                        | Letònia / Estats Units / Luxemburg            |
| Les voisins de mes voisins sont mes voisins                   | Anne-Laure Daffis & Léo Marchand     | França                                        |
| Oink                                                          | Mascha Halberstad                    | Països Baixos / Bèlgica                       |

### Curtmetratge europeu[17]
El premi es lliura als directors europeus d'un curtmetratge europeu. El premi es lliura en col·laboració amb diversos festivals europeus (vegeu la selecció de curtmetratges més amunt), tots ells seleccionen un sol candidat i després nominan 5 pel·lícules. Els nominats es van anunciar el 19 d'octubre de 2022.
| Títol                          | Director(s)                   | País                           | Idioma     |
| ------------------------------ | ----------------------------- | ------------------------------ | ---------- |
| Babičino seksualno življenje   | Urška Djukič & Émilie Pigeard | Eslovènia / França             | Eslovè     |
| Ice Merchants                  | João Gonzalez                 | Portugal / França / Regne Unit | no diàlegs |
| Love, Dad                      | Diana Cam Van Nguyen          | Txèquia / Eslovàquia           | Czech      |
| Techno, Mama                   | Saulius Baradinskas           | Lituània                       | Lituà      |
| Will My Parents Come to See Me | Mo Harawe                     | Àustria / Alemanya / Somàlia   | Somali     |

## Premis especials

### Premi Lux de l'Acadèmia de Cinema Europeu
El premi està dirigit a reconèixer les pel·lícules que ajudin a conscienciar sobre temes sociopolítics a Europa
| Títol            | Director(s)           | País |
| ---------------- | --------------------- | --- |
| Quo Vadis, Aida? | Jasmila Žbanić        | Bòsnia i Hercegovina / Àustria / Països Baixos / França / Polònia/ Noruega / Alemanya / Romania / Turquia |
| Flugt            | Jonas Poher Rasmussen | Dinamarca / França / Suècia / Noruega                                                                     |
| Große Freiheit   | Sebastian Meise       | Àustria / Alemanya                                                                                        |

### Premi EFA del Públic Jove (YAA)[25]
El premi es lliura al director d'una pel·lícula europea que s'adreça a un públic d'entre 12 i 14 anys.El guanyador va ser anunciat durant la cerimònia de lliurament de premis en línia el diumenge 13 de novembre de 2022 a Erfurt (Alemanya), organitzada pel Consell de Joventut els membres Maria de Portugal i Emmerson del Regne Unit.
| Títol                       | Director(s)  | País     |
| --------------------------- | ------------ | -------- |
| Animal                      | Cyril Dion   | França   |
| Comedy Queen                | Sanna Lenken | Suècia   |
| Träume sind wie wilde Tiger | Lars Montag  | Alemanya |

### Premi de Cinema Universitari Europeu (EUFA)[29]
Presentat en col·laboració amb el Filmfest Hamburg, el premi implica activament estudiants universitaris, difon la "idea europea" i transporta l'esperit del cinema europeu a un públic de 20 a 29 anys. També dona suport a la difusió cinematogràfica, l'educació cinematogràfica i la cultura del debat. Basat en la Selecció de llargmetratges 2022 i la Selecció de documentals de 2022, Filmfest Hamburg i l'EFA nominen cinc pel·lícules. Posteriorment es visualitzen en sessions tancades no comercials del jurat i es discuteixen a les universitats participants. Els estudiants de cada institució seleccionen la seva pel·lícula preferida. Les nominacions es van anunciar el 7 d'octubre de 2022. El guanyador es va anunciar el 9 de desembre de 2022.
| Títol               | Director(s)       | País                                    |
| ------------------- | ----------------- | --------------------------------------- |
| Eo                  | Jerzy Skolimowski | Polònia / Itàlia                        |
| Alcarràs            | Carla Simón       | Espanya / Itàlia                        |
| Close               | Lukas Dhont       | Bèlgica / França / Països Baixos        |
| The Eclipse         | Nataša Urban      | Noruega                                 |
| Triangle of Sadness | Ruben Östlund     | Suècia / Alemanya / França / Regne Unit |

## Premis honoraris

### Premi Eurimages
- Productors ucraïnesos[34]

### Premi EFA a la narració innovadora
- Marco Bellocchio¡¡¡ per Exterior Nit[35]

### Premi del mèrit europeu al Cinema Mundial
- Elia Suleiman[36]

### Premi a la trajectòria
- Margarethe von Trotta[37]

### Premi de la sostenibilitat Europea – Prix Film4Climate
- Pacte Verd Europeu[38]

## Galeria

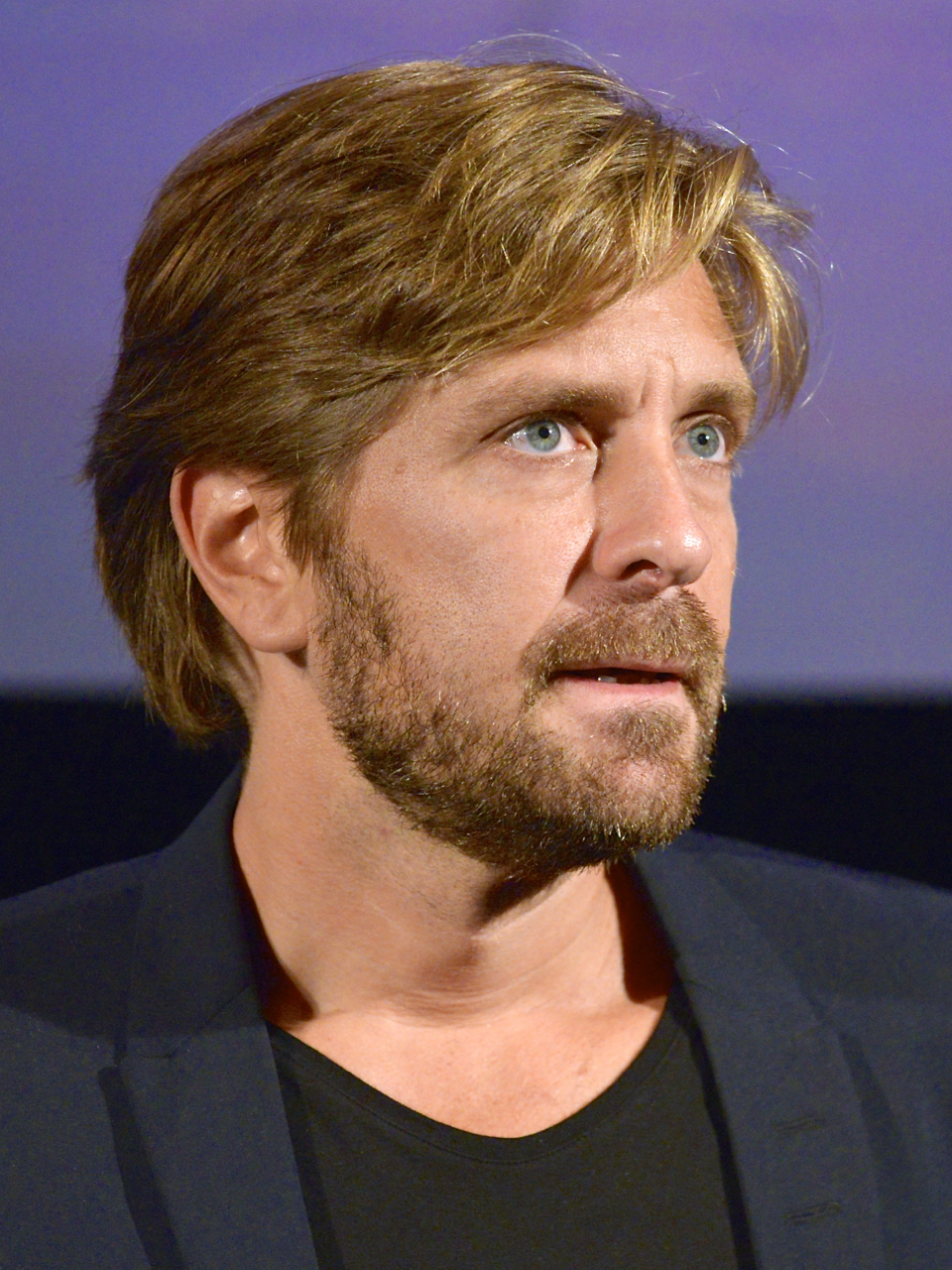
Ruben Östlund, millor pel·lícula, guió i director
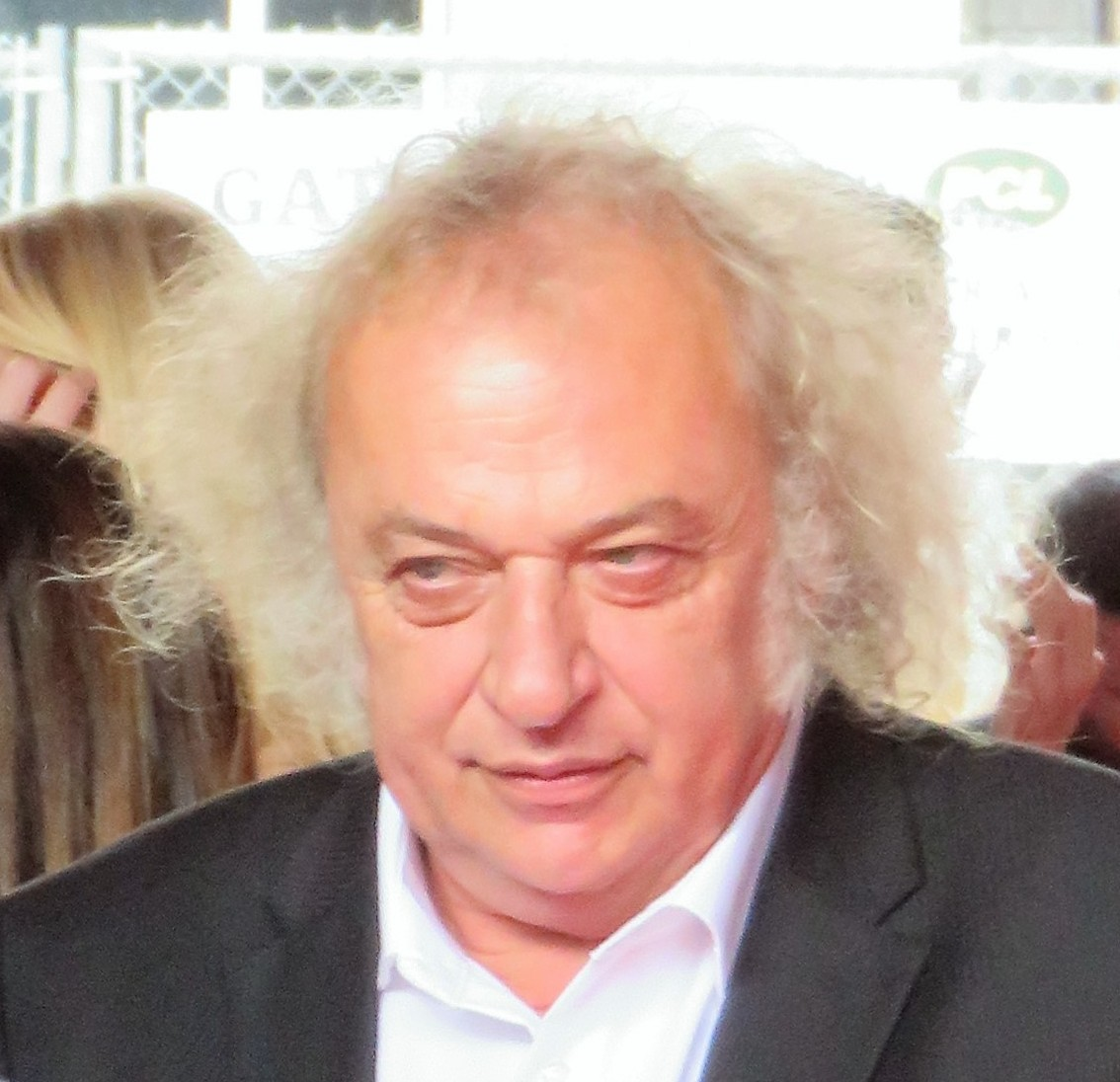
Zlatko Buric, millor actor
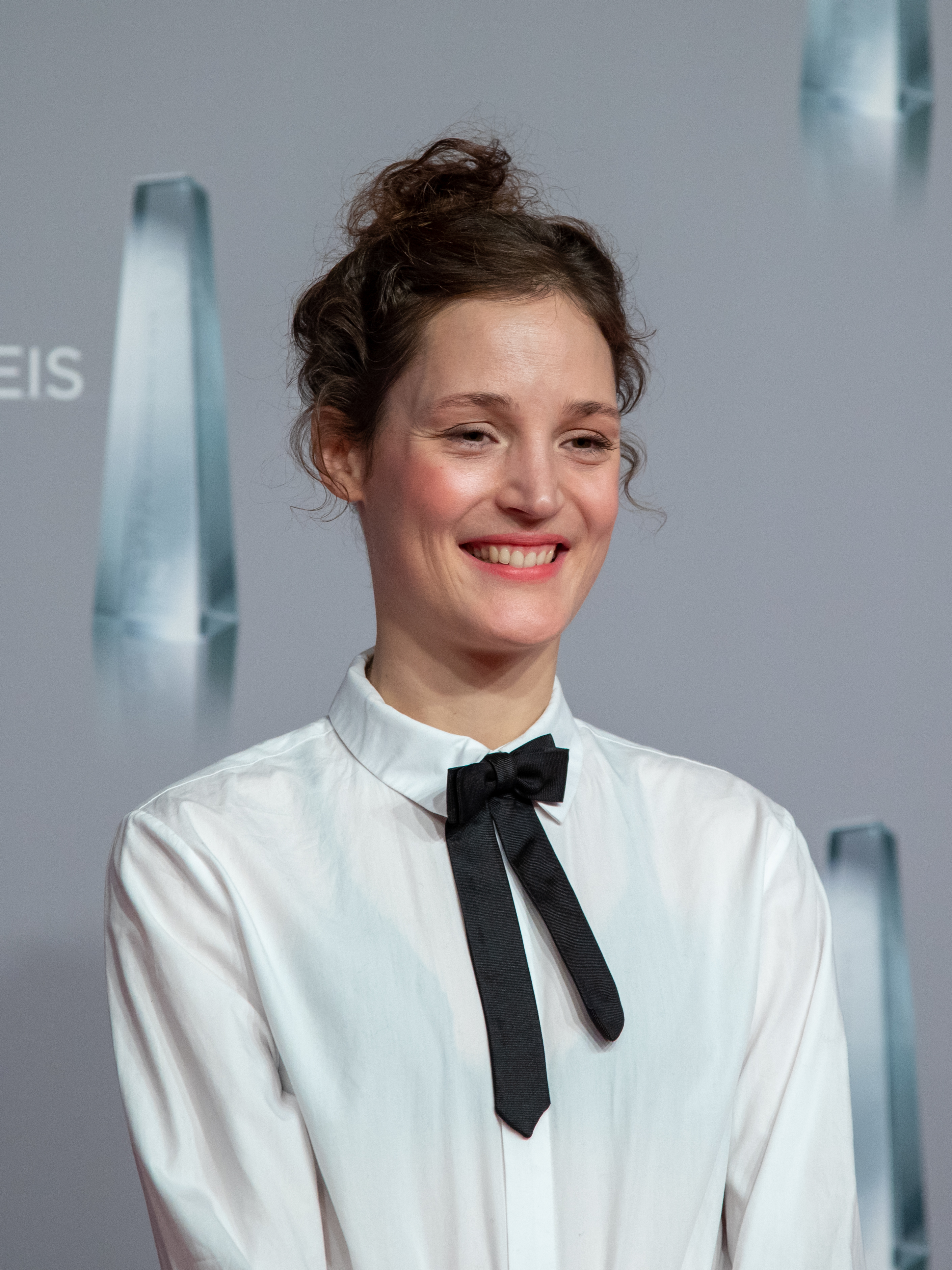
Vicky Krieps, millor actriu
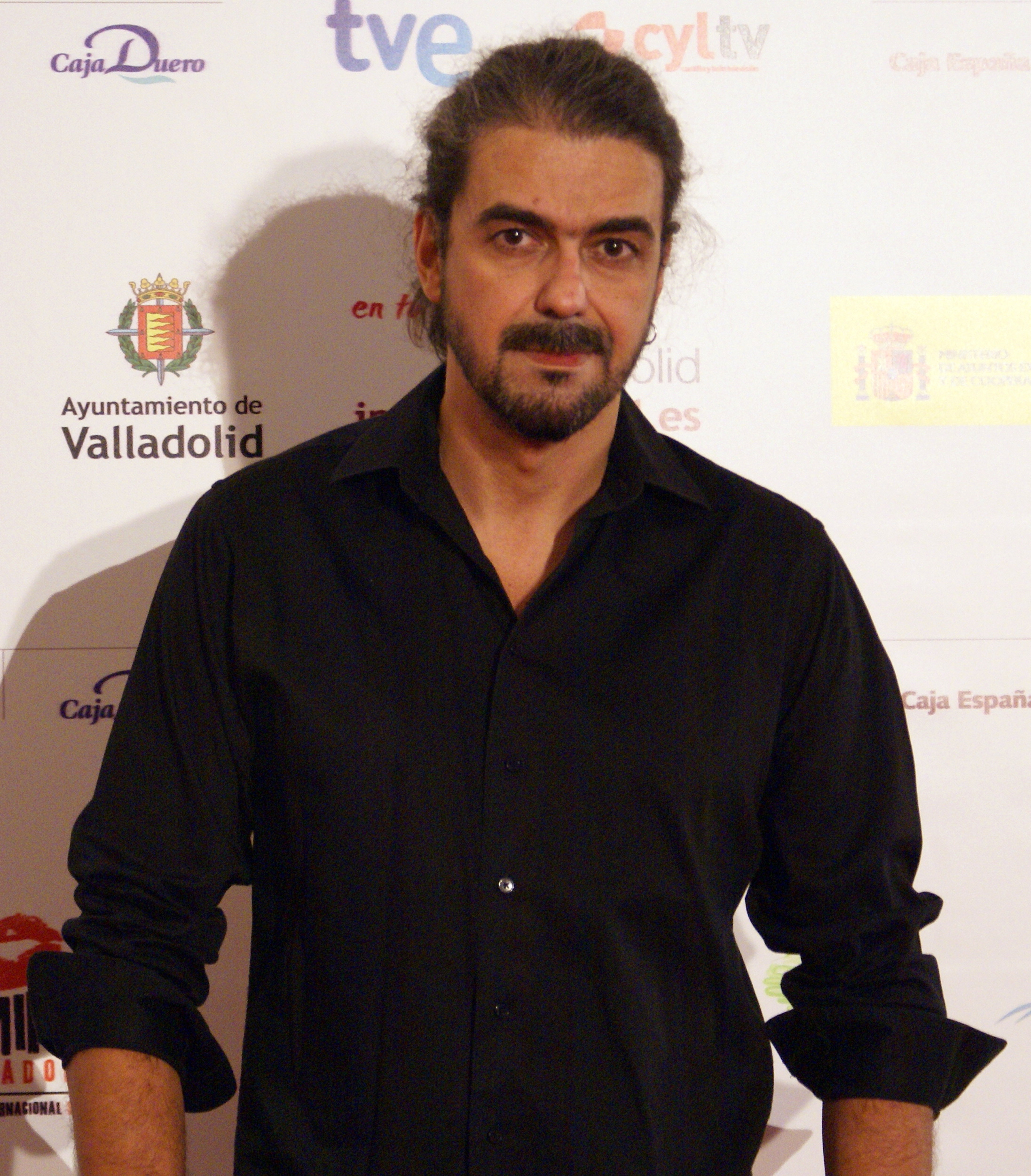
Fernando León de Aranoa, millor comèdia
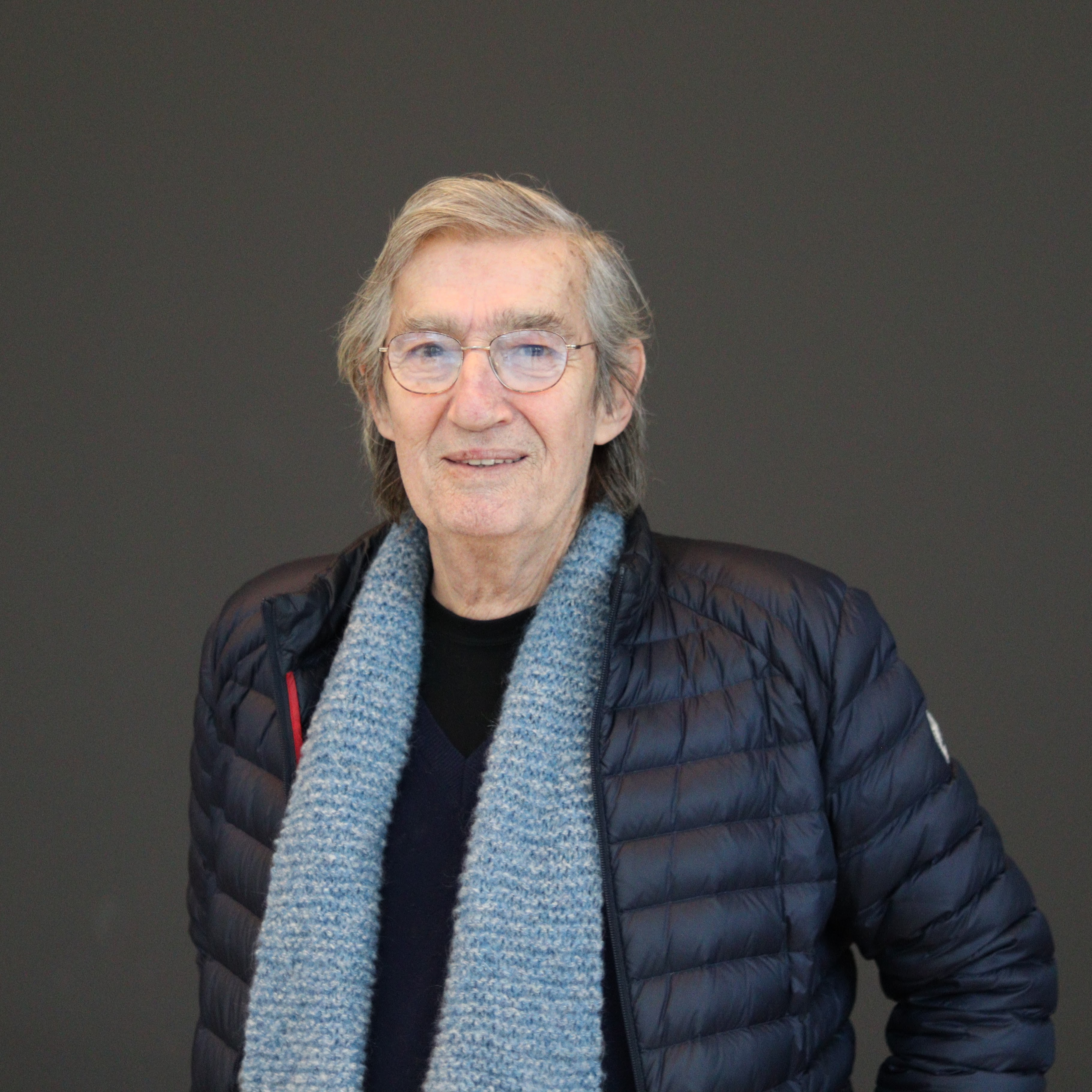
Alain Ughetto, millor pel·lícula d'animació
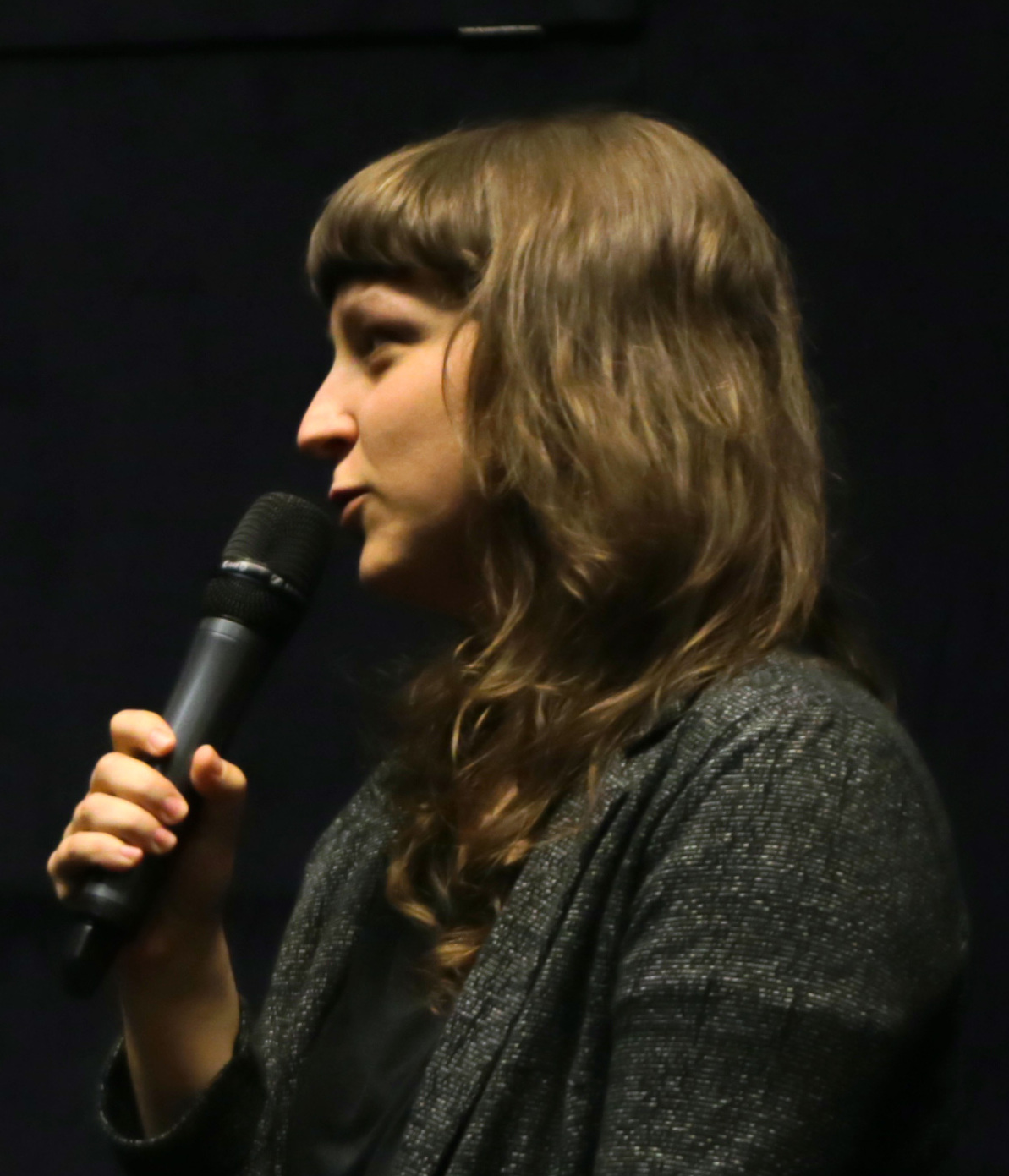
Urška Djukić, millor curtmetratge
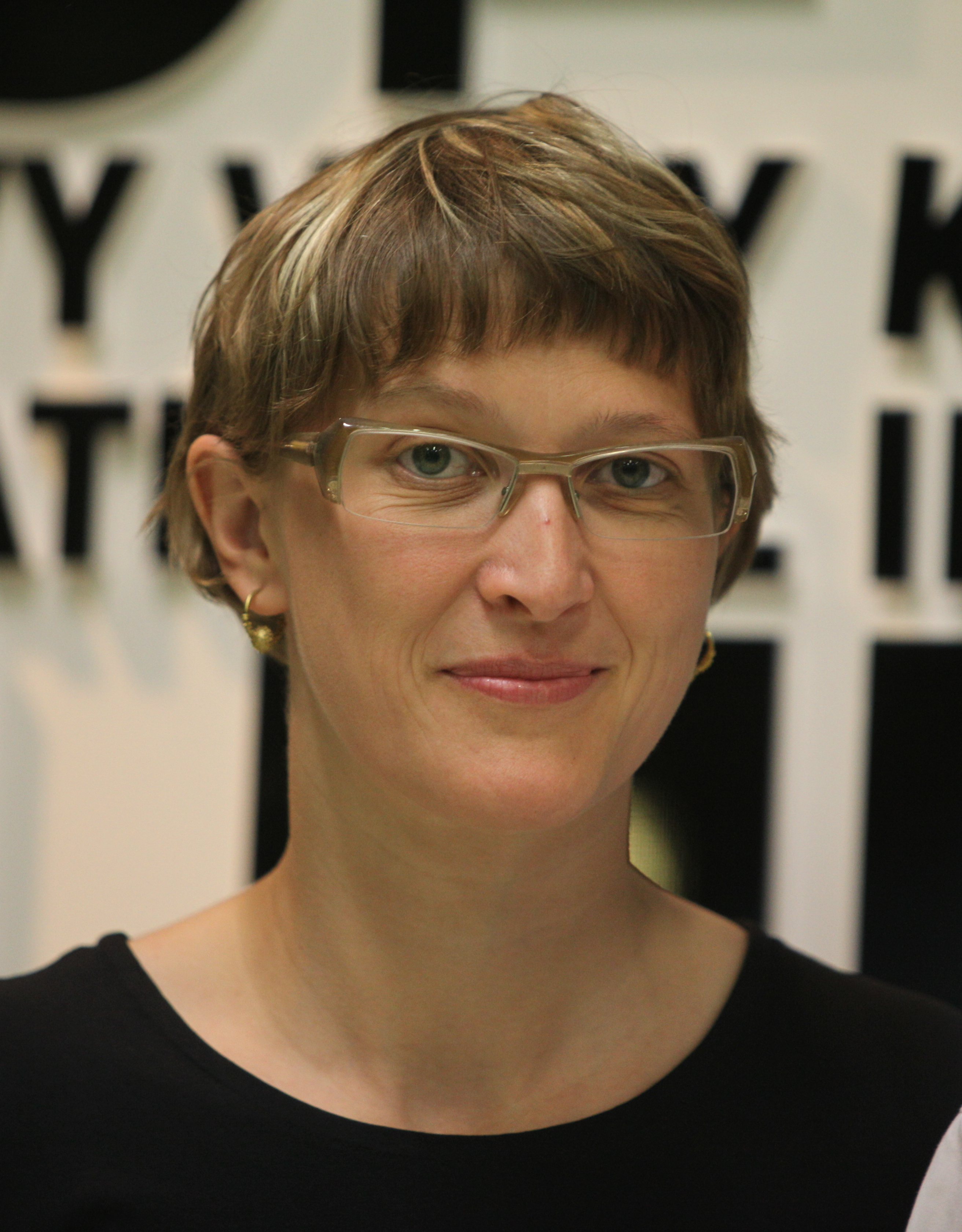
Jasmila Zbanic, premi Lux
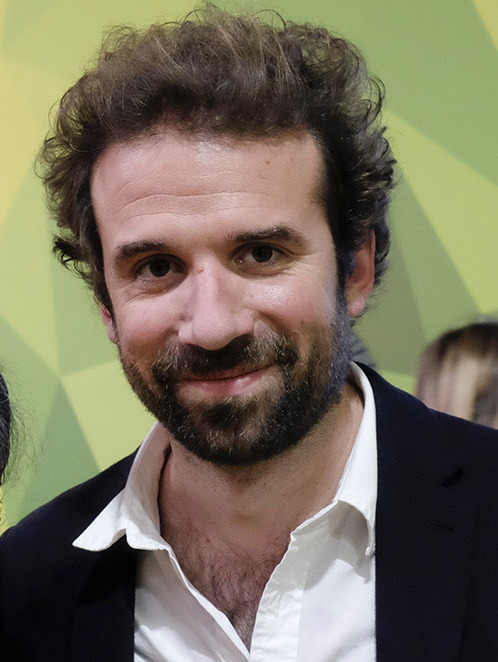
Cyril Dion, premi del públic jove
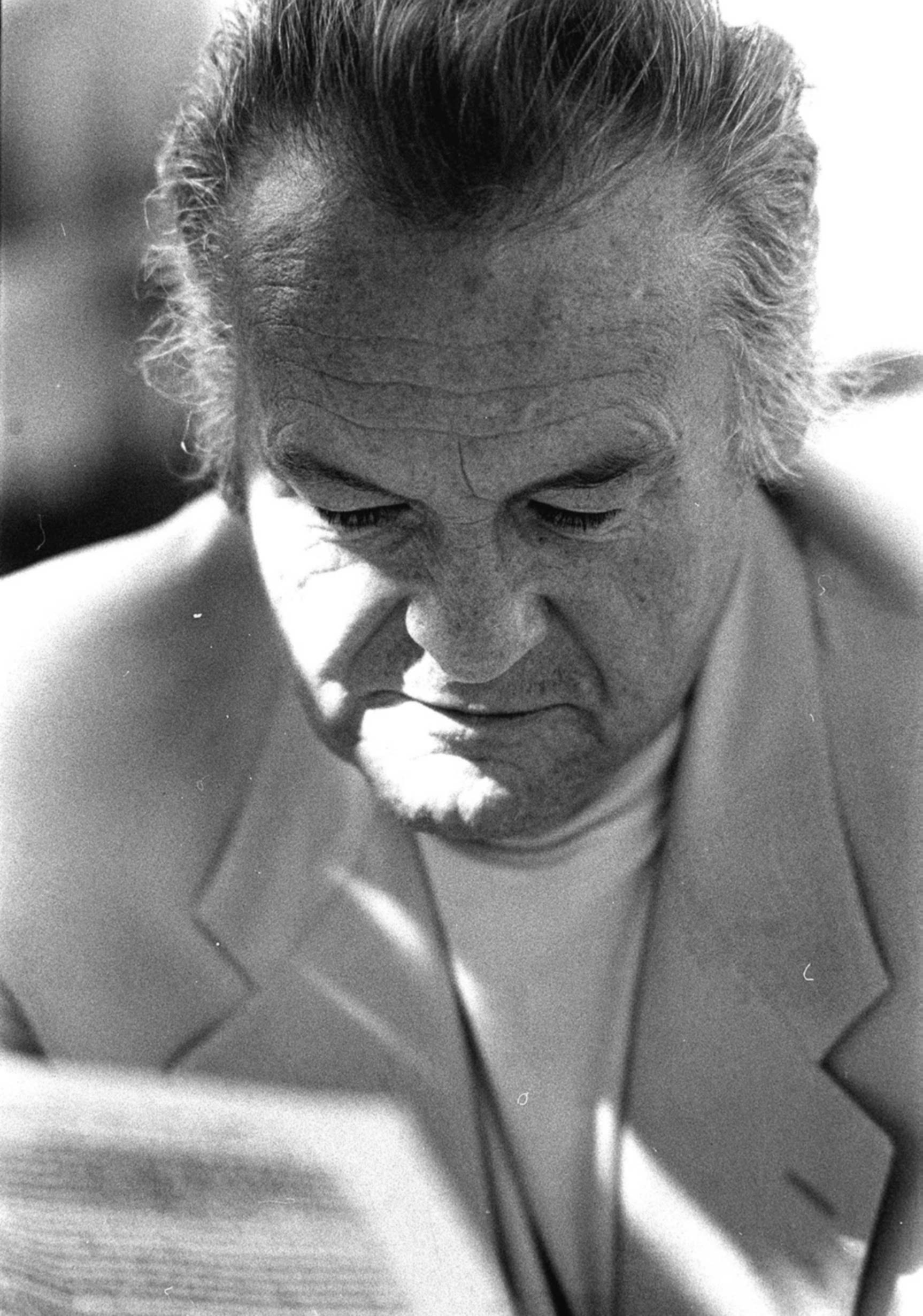
Jerzy Skolimowski, premi universitari
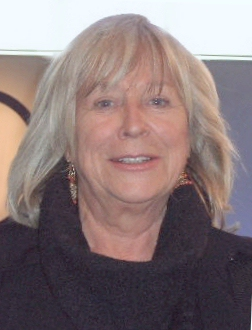
Margarethe vom Trotta, premi a la trajectòria
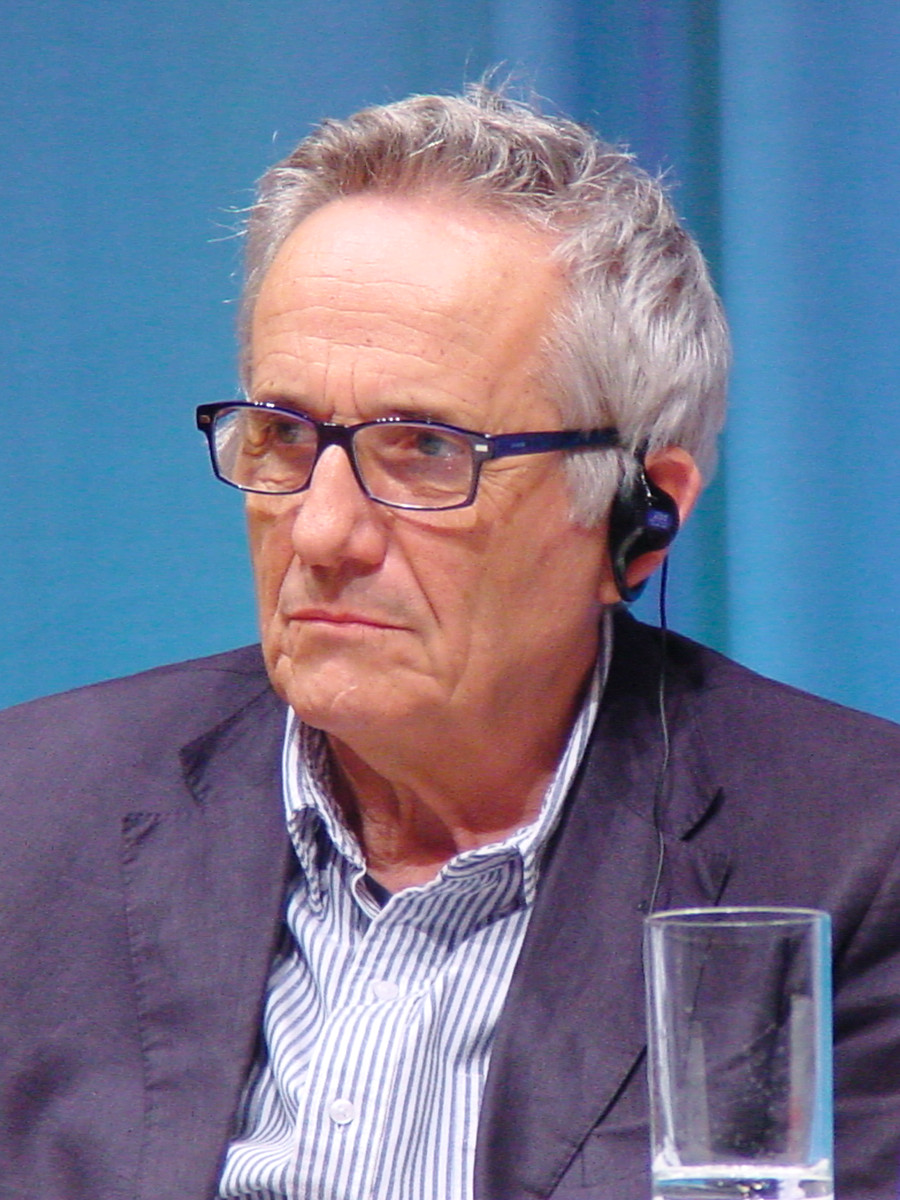
Marco Bellocchio, premi a la innovació narrativa